# Kepanjen (Delanggu)
Kepanjen is een bestuurslaag in het regentschap Klaten van de provincie Midden-Java, Indonesië. Kepanjen telt 3246 inwoners (volkstelling 2010).